# Natació al Campionat del Món de natació de 2015 – 200 m papallona masculí
Els 200 metres papallona masculí es va celebrar entre el 4 i el 5 d'agost al Kazan Arena Stadium a Kazan.

## Rècords
Els rècords del món abans de començar la prova:
| Rècord del món       | Michael Phelps, Estats Units | 1:51,51 | Roma, Itàlia | 29 de juliol de 2009 |
| Rècord del campionat | Michael Phelps, Estats Units | 1:51,51 | Roma, Itàlia | 29 de juliol de 2009 |

## Resultats
Les sèries es van disputar a les 10:15.

   *   Classificats
| Posició | Sèrie | Carril | Nom                  | País                 | Temps   | Notes |
| ------- | ----- | ------ | -------------------- | -------------------- | ------- | ----- |
| 1       | 3     | 4      | László Cseh          | Hongria              | 1:53,71 | Q     |
| 2       | 3     | 3      | Viktor Bromer        | Dinamarca            | 1:54,47 | Q     |
| 3       | 4     | 4      | Daiya Seto           | Japó                 | 1:55,60 | Q     |
| 4       | 4     | 3      | Jan Świtkowski       | Polònia              | 1:55,78 | Q     |
| 5       | 2     | 5      | Leonardo de Deus     | Brasil               | 1:55,83 | Q     |
| 6       | 2     | 3      | Tyler Clary          | Estats Units         | 1:55,86 | Q     |
| 7       | 4     | 5      | Masato Sakai         | Japó                 | 1:55,97 | Q     |
| 8       | 4     | 2      | David Morgan         | Austràlia            | 1:56,05 | Q     |
| 9       | 3     | 5      | Tom Shields          | Estats Units         | 1:56,12 | Q     |
| 10      | 2     | 7      | Stefanos Dimitriadis | Grècia               | 1:56,23 | Q     |
| 11      | 3     | 7      | Sebastien Rousseau   | Sud-àfrica           | 1:56,29 | Q     |
| 12      | 4     | 6      | Louis Croenen        | Bèlgica              | 1:56,33 | Q     |
| 13      | 3     | 6      | Joseph Schooling     | Singapur             | 1:56,85 | Q     |
| 14      | 2     | 4      | Chad le Clos         | Sud-àfrica           | 1:56,92 | Q     |
| 14      | 2     | 6      | Grant Irvine         | Austràlia            | 1:56,92 | Q     |
| 16      | 4     | 8      | Alexander Kunert     | Alemanya             | 1:57,28 | Q     |
| 17      | 2     | 0      | Jan Šefl             | Txèquia              | 1:57,63 |       |
| 18      | 3     | 2      | Francesco Pavone     | Itàlia               | 1:57,69 |       |
| 19      | 4     | 7      | Evgeny Koptelov      | Rússia               | 1:58,06 |       |
| 20      | 2     | 1      | Wang Pudong          | R.P. de la Xina      | 1:58,20 |       |
| 21      | 4     | 1      | Quah Zheng Wen       | Singapur             | 1:58,32 |       |
| 22      | 3     | 0      | Alexandru Coci       | Romania              | 1:58,43 |       |
| 23      | 2     | 8      | Robert Žbogar        | Eslovènia            | 1:58,55 |       |
| 24      | 4     | 0      | Nils Liess           | Suïssa               | 1:58,76 |       |
| 25      | 3     | 1      | Hao Yun              | R.P. de la Xina      | 1:59,04 |       |
| 26      | 2     | 2      | Aleksandr Kudashev   | Rússia               | 1:59,33 |       |
| 27      | 3     | 9      | Gal Nevo             | Israel               | 1:59,45 |       |
| 28      | 4     | 9      | Marcos Lavado        | Veneçuela            | 1:59,85 |       |
| 29      | 1     | 5      | Esnaider Reales      | Colòmbia             | 2:01,13 |       |
| 30      | 3     | 8      | Nuno Quintanilha     | Portugal             | 2:01,46 |       |
| 31      | 1     | 3      | Sajan Prakash        | Índia                | 2:01,63 |       |
| 32      | 1     | 6      | Jessie Lacuna        | Filipines            | 2:03,84 |       |
| 33      | 1     | 4      | Bradlee Ashby        | Nova Zelanda         | 2:04,31 |       |
| 34      | 2     | 9      | Hsu Chi-chieh        | Xina Taipei          | 2:04,48 |       |
| 35      | 1     | 2      | Ayman Kelzi          | Síria                | 2:04,60 |       |
| 36      | 1     | 8      | Mihajlo Čeprkalo     | Bòsnia i Hercegovina | 2:05,64 |       |
| 37      | 1     | 7      | Teimuraz Kobakhidze  | Geòrgia              | 2:06,19 |       |
| 38      | 1     | 1      | Nouamane Batahi      | Marroc               | 2:07,54 |       |
| 39      | 1     | 0      | Aldo Castillo        | Bolívia              | 2:15,38 |       |
| 40      | 1     | 9      | Noah Al-Khulaifi     | Qatar                | 2:26,71 |       |

### Semifinals
Les semifinals es van disputar el dia 4 d'agost a les 19:04.

#### Semifinal 1
| Posició | Carril | Nom                  | País         | Temps   | Notes |
| ------- | ------ | -------------------- | ------------ | ------- | ----- |
| 1       | 1      | Chad le Clos         | Sud-àfrica   | 1:54,50 | Q     |
| 2       | 4      | Viktor Bromer        | Dinamarca    | 1:54,82 | Q     |
| 3       | 5      | Jan Świtkowski       | Polònia      | 1:55,42 | Q     |
| 4       | 7      | Louis Croenen        | Bèlgica      | 1:55,49 | Q     |
| 5       | 2      | Stefanos Dimitriadis | Grècia       | 1:56,31 |       |
| 6       | 3      | Tyler Clary          | Estats Units | 1:56,47 |       |
| 7       | 8      | Alexander Kunert     | Alemanya     | 1:57,29 |       |
| 8       | 6      | David Morgan         | Austràlia    | 1:58,83 |       |

#### Semifinal 2
| Posició | Carril | Nom                | País         | Temps   | Notes |
| ------- | ------ | ------------------ | ------------ | ------- | ----- |
| 1       | 4      | László Cseh        | Hongria      | 1:53,53 | Q     |
| 2       | 6      | Masato Sakai       | Japó         | 1:54,75 | Q     |
| 3       | 5      | Daiya Seto         | Japó         | 1:54,95 | Q     |
| 4       | 2      | Tom Shields        | Estats Units | 1:55,75 | Q     |
| 5       | 3      | Leonardo de Deus   | Brasil       | 1:56,02 |       |
| 6       | 1      | Joseph Schooling   | Singapur     | 1:56,11 |       |
| 7       | 7      | Sebastien Rousseau | Sud-àfrica   | 1:56,96 |       |
| 8       | 8      | Grant Irvine       | Austràlia    | 1:57,94 |       |

### Final

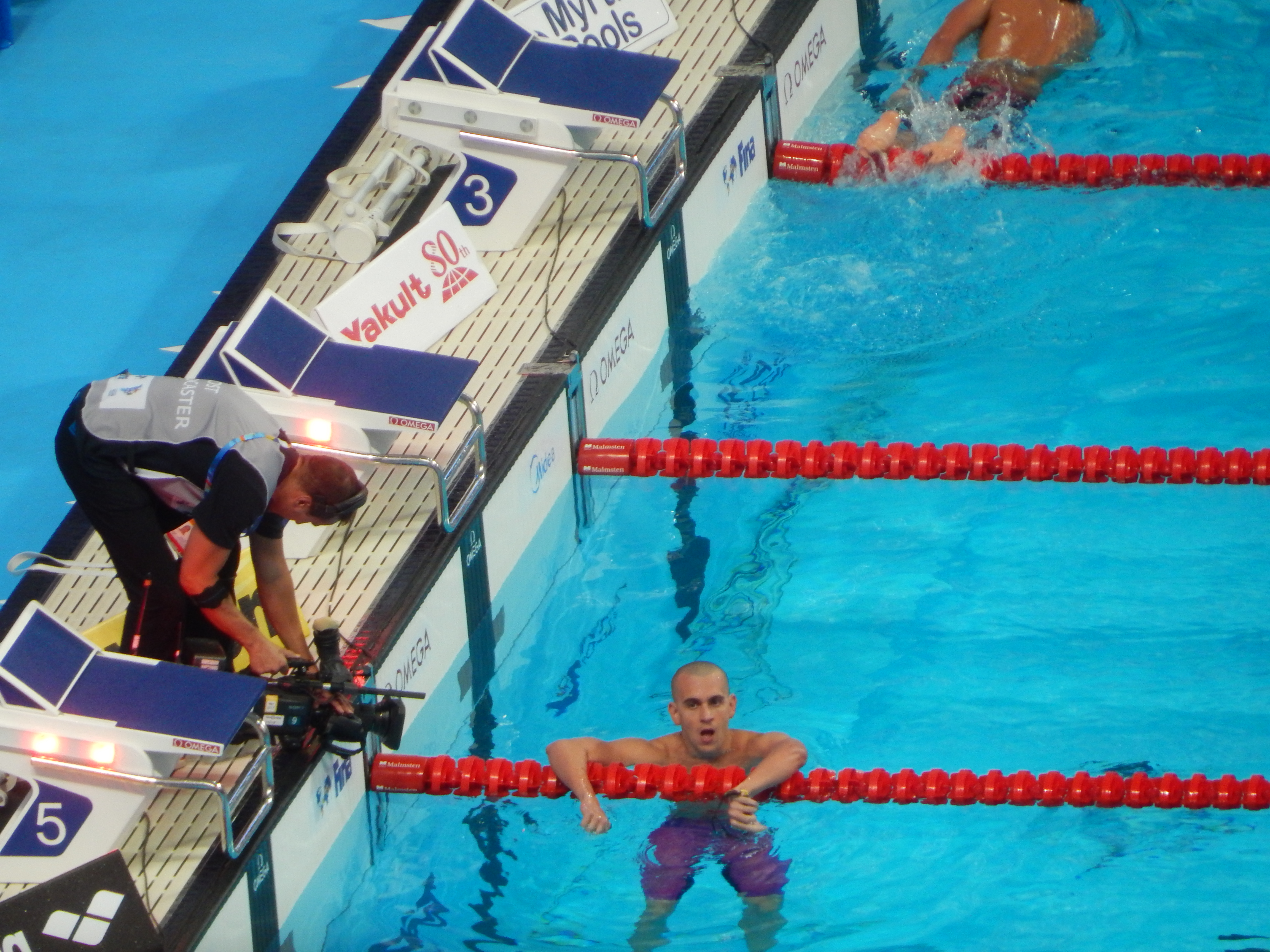
László Cseh guanya la final

La final es va disputar a les 17:52.
| Posició | Carril | Nom            | País         | Temps   | Notes |
| ------- | ------ | -------------- | ------------ | ------- | ----- |
| 1       | 4      | László Cseh    | Hongria      | 1:53,48 |       |
| 2       | 5      | Chad le Clos   | Sud-àfrica   | 1:53,68 |       |
| 3       | 7      | Jan Świtkowski | Polònia      | 1:54,10 |       |
| 4       | 3      | Masato Sakai   | Japó         | 1:54,24 |       |
| 5       | 6      | Viktor Bromer  | Dinamarca    | 1:54,66 |       |
| 6       | 2      | Daiya Seto     | Japó         | 1:55,16 |       |
| 7       | 1      | Louis Croenen  | Bèlgica      | 1:55,39 |       |
| 8       | 8      | Tom Shields    | Estats Units | 1:56,17 |       |